# バード・ストーリー
『バード・ストーリー』（原題: Zambezia）は2012年に公開された南アフリカのアニメーション映画である。監督はウェイン・ソーンリーが務めた。

## ストーリー
アフリカの中心部にある壮大なビクトリアコートのフリンジに位置するのは、賢いベテランのセクール（レナード・ニモイ）が率いる鳥の街ザンベジア。若いヒーロー、カイ（ジェレミー・スアレス）は、父のテンダイ（サミュエル・L・ジャクソン）の意志に反して彼の離れた場所を離れ、エイジャックス（ジェフ・ゴールドブラム）によって激しく訓練された名誉ある防衛チラシ「ロス・ウラカネス」に加わる。空をパトロールし、ザンベジアを安全に保つため。

## キャスト
- カイ - ジェレミー・スアレス（林勇）
- ゾーイ - アビゲイル・ブレスリン（下山田綾華）
- テンダイ - サミュエル・L・ジャクソン（魚建）
- エイジャックス - ジェフ・ゴールドブラム（遠藤航）
- セクール - レナード・ニモイ（田原正治）
- ブッソ - ジム・カミングス（遠藤純一）